# The Bloodline
The Bloodline ist ein Wrestling-Stable, welches derzeit in der WWE bei der Wrestlingshow SmackDown auftritt. Das Stable wird von Solo Sikoa angeführt und besteht aus Tama Tonga, Tonga Loa und Tala Tonga (Die Tonganer) der Name des Stables bezieht sich darauf, dass die Mehrheit der Gruppe aus Mitgliedern der Anoaʻi-Familie, samoanischer Profi-Wrestler, besteht.

## Vorgeschichte
Das Stable wurde offiziell im Juli 2021 nach einer Fehde zwischen Roman Reigns – gemanagt von Paul Heyman – und seinen Neffen The Usos (Jey Uso und Jimmy Uso) gegründet. Die Drei gründeten dann The Bloodline mit Heyman als Manager. Von April 2022 bis April 2024 war Reigns der Undisputed WWE Universal Champion. Reigns war in seiner vierten und zweiten Regentschaft gleichzeitig sowohl der WWE-Champion als auch der Universal-Champion, wobei er als Universal-Champion die längste Amtszeit hatte. Er verlor den Undisputed WWE Universal Championship bei WrestleMania XL nach einer Regentschaft von 1.316 Tagen. In Anlehnung an seine Rolle als Anführer der Familie nahm er die Spitznamen „Tribal Chief“ und „Head of the Table“ an. Von Mai 2022 bis April 2023 waren die Usos die Undisputed WWE Tag Team Champions, bis sie ihre Titel bei WrestleMania 39 verloren. Sie waren in ihrer dritten und fünften Regentschaft gleichzeitig sowohl Raw- als auch SmackDown Tag Team Champions und halten mit dem SmackDown Tag Team Titel die längste männliche Tag-Team-Titelherrschaft in der WWE-Geschichte. Während dieser Zeit gehörten Sami Zayn als Ehrenmitglied und auch der jüngere Bruder der Usos, Solo Sikoa, zum Stable.
Nach einem Streit mit Reigns verließ Zayn die Bloodline im Januar 2023, gefolgt von Jey im Juni 2023. Im Februar 2024, während der Vorbereitungen für WrestleMania XL, schloss sich The Rock der Gruppe an. Nach der Veranstaltung im April legten sowohl Reigns als auch The Rock eine unbestimmte Pause ein, wobei Sikoa die Rolle des „Tribal Chief“ übernahm. Anschließend wurden Jimmy und Heyman von Sikoa aus der Gruppe entfernt, während Tama Tonga, Tonga Loa und Jacob Fatu hinzugefügt wurden. Im August kehrte Reigns zurück, turnte zum ersten Mal seit 2020 wieder zum Face und nennt sich „The Only Tribal Chief“. Mit Sikoa´s Bloodline befindet sich Reigns in einer Fehde.

## Geschichte

### Die Fehde der Usos mit The Shield (2013–2014)
Bevor die Usos begannen, sich mit Reigns zusammenzuschließen, hatten sie mehrere Matches gegen The Shield, Reigns‘ altes Stable mit Seth Rollins und Dean Ambrose, wobei die meisten davon im Jahr 2013 stattfanden. In der Raw-Folge vom 6. Mai traten The Usos und Kofi Kingston gegen The Shield an, die das Match gewannen, nachdem Ambrose Kingston gepinnt hatte. In der SmackDown-Folge vom 17. Mai besiegten Reigns und Rollins die Usos, nachdem Reigns Jey gepinnt hatte. Nach dem Match schlug The Shield weiter auf Jey ein, bis Kingston Jey zur Hilfe eilte und The Shield mit einem Stahlstuhl angriff. Die Usos errangen ihren ersten Sieg in der SmackDown-Folge vom 28. Juni, nachdem ihr Teamkollege Christian Ambrose in einem weiteren Six-Man-Tag-Team-Match pinnte. In der Raw-Folge vom 1. Juli verloren sie jedoch einen Rückkampf, diesmal war es Ambrose, der Christian pinnte. In der SmackDown-Folge vom 12. Juli besiegte Rollins Jey in einem Einzelmatch. Bei Money in the Bank am 14. Juli besiegten Reigns und Rollins die Usos und behielten die WWE Tag Team Championship, nachdem Reigns Jimmy gepinnt hatte. In der SmackDown-Folge vom 19. Juli kam es zu einer Schlägerei zwischen den beiden Stables, bis Mark Henry den Usos zu Hilfe kam. Im Gegenzug halfen die Usos Henry, The Shield in der Raw-Folge vom 22. Juli abzuwehren. In der folgenden Woche verloren sie, nachdem Ambrose Jimmy gepinnt hatte. Trotzdem griff Henry The Shield nach dem Match an und zwang sie zum Rückzug. Das gleiche Ergebnis gab es in der Folge des WWE Main Events vom 7. August. Im weiteren Verlauf des Jahres tauschten die beiden Stables Siege aus, wobei The Usos mit Wrestlern wie Kofi Kingston, Dolph Ziggler, Daniel Bryan, Big E Langston, Cody Rhodes und Goldust, Rey Mysterio und CM Punk zusammenarbeiteten. Das letzte Match, das die beiden Stables gegeneinander austrugen, fand in der SmackDown-Folge vom 3. Januar 2014 statt, in der The Usos und Punk gewannen, nachdem Letzterer Ambrose pinnte.

### Gelegentliche Team-Ups (2015–2020)
Nach seiner Trennung von The Shield und seiner anschließenden Single-Karriere verbündete sich Reigns gelegentlich mit den Usos in zahlreichen Tag-Team-Matches, wobei die Usos gelegentlich auch in Reigns Fehden verwickelt wurden, um ihren Onkel zu unterstützen. Das Trio kam zum ersten Mal in der Raw-Folge vom 2. November 2015 zusammen, wo sie zusammen mit Ryback und Dean Ambrose in einem 5-gegen-5-Eliminations Match gegen Seth Rollins, Kevin Owens und The New Day (Kofi Kingston, Big E und Xavier Woods) antraten, in dem Reigns Team siegreich war. Reigns und die Usos arbeiteten in diesem Jahr weiter zusammen, bis das Trio sich mit Ambrose, Ryback, Kane und den Dudley Boyz zu „Tribute to the Troops“ zusammenschloss, um The League of Nations und The Wyatt Family zu besiegen.
In der Raw-Folge vom 2. Mai 2016 wurden die Usos in die Fehde von Reigns mit AJ Styles verwickelt, da sich das Duo zu dieser Zeit mit Styles Verbündeten, Luke Gallows und Karl Anderson, in einer Fehde befand, traten die Usos und Reigns gegen Styles, Gallows und Anderson in einem Six-Man-Tag-Team-Match an. Nachdem Styles, Anderson und Gallows das Match gewonnen hatten, wollten Anderson und Gallows, dass Styles Reigns mit einem Stuhl schlug, aber Styles weigerte sich. Als die Usos Styles von hinten mit einem Stuhl angriffen, revanchierte sich Styles mit dem Stuhl. Letztendlich bombardierte Reigns Styles mit einer Powerbombe durch die Kommentartoren-Tisch. Bei Extreme Rules wurden die Usos in einem Tornado-Tag-Team-Match von Gallows und Anderson besiegt. Später am selben Abend, nachdem Gallows und Anderson sich in das WWE World Heavyweight Championship-Match zwischen Reigns und Styles eingemischt hatten, mischten sich die Usos ein, um Reigns zu unterstützen, was es Reigns letztendlich ermöglichte, den Titel zu behalten.
In der SmackDown Live-Folge vom 14. Mai 2019 halfen die Usos Reigns vor einem Angriff von Elias, Shane McMahon, Daniel Bryan und Erick Rowan, verloren aber anschließend in einem Handicap-Match gegen sie. In der Raw-Folge vom 3. Juni retteten die Usos Reigns vor einem Angriff von Drew McIntyre und The Revival (Dash Wilder und Scott Dawson), verloren jedoch gegen sie in einem Six-Man-Tag-Team-Match. In der SmackDown-Folge vom 3. Januar 2020 kehrten die Usos mit einem neuen Kurzhaar-Look zurück und halfen Reigns vor einem Angriff von King Corbin und Dolph Ziggler. In der SmackDown-Folge vom 31. Januar besiegten Reigns und The Usos King Corbin, Dolph Ziggler und Robert Roode in einem Six-Man-Tag-Team-Match, um ihre Fehde zu beenden. Jimmy erlitt während des Matches bei WrestleMania 36 eine echte Knieverletzung, die ihn für unbestimmte Zeit aus dem Ring-Einsatz ausschloss.

## Führung von Roman Reigns (2020–2024)

### Formation & Gründung der Bloodline (2020–2021)

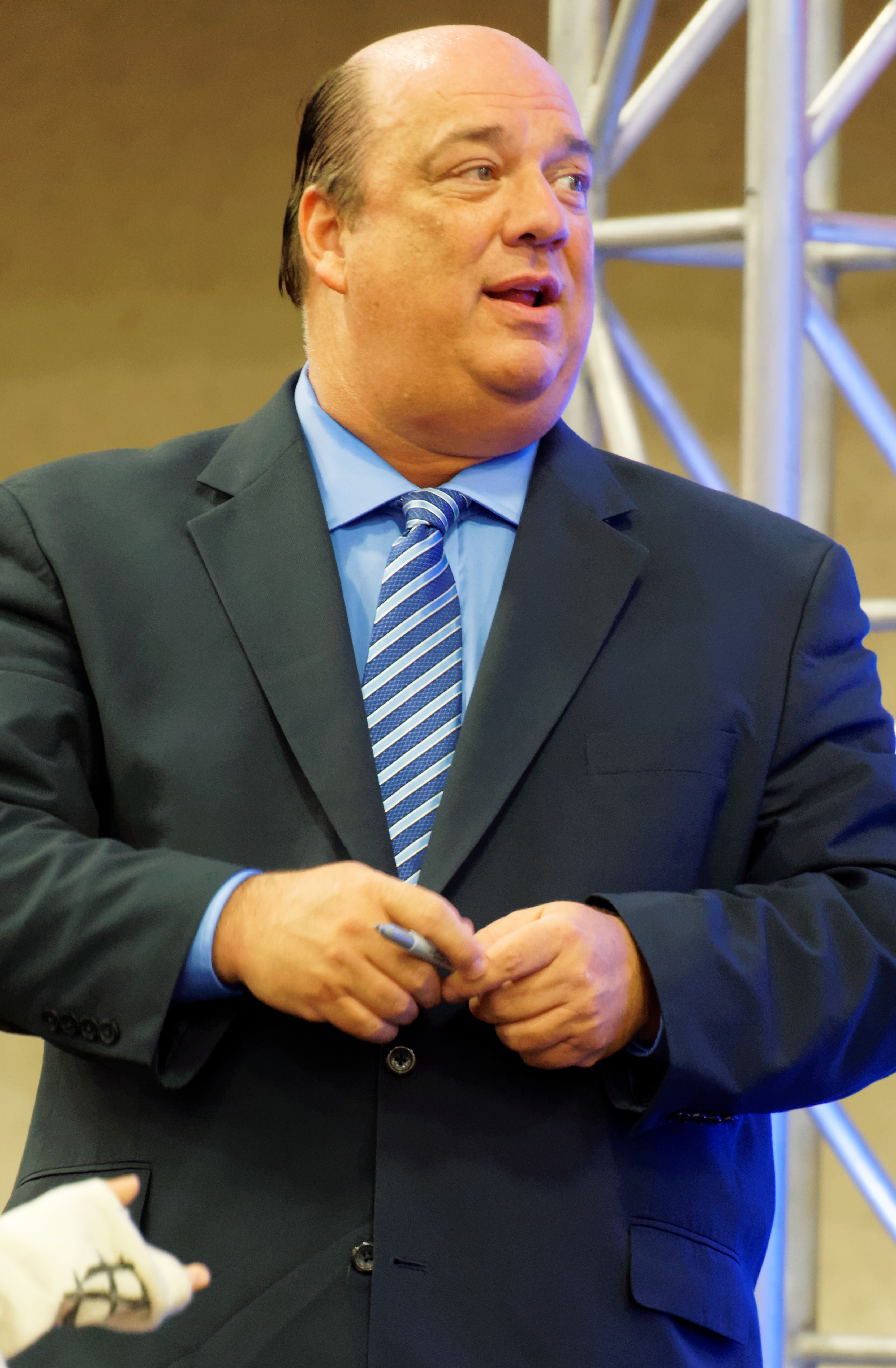
Der Manager der Gruppe: Paul Heyman

Beim SummerSlam am 23. August 2020 kehrte Reigns nach einer fünfmonatigen Pause zurück und griff sowohl den neu gekrönten Universal Champion „The Fiend“ Bray Wyatt als auch Braun Strowman an, wobei er zum ersten Mal seit 2014 zum Heel turnte. In der SmackDown-Folge vom 28. August wurde enthüllt, dass Reigns sich mit Paul Heyman verbündet hat. Bei Payback zwei Tage später besiegte Reigns Wyatt und Strowman in einem No Holds Barred Triple Threat Match und gewann seinen zweiten Universal Championship. In der SmackDown-Folge vom 4. September, nachdem Big E in der Storyline angegriffen und verletzt worden war, nahm Jey den Platz von Big E in einem Fatal-Four-Way Match gegen Matt Riddle, King Corbin und Sheamus ein, bei dem der Gewinner ein Universal Championship-Match bei Clash of Champions bekommen würde. Jey gewann, indem er Riddle pinnte, und sicherte sich damit die erste Einzeltitelmöglichkeit seiner Karriere. Bei der Veranstaltung verlor Jey gegen Reigns durch technischen Knockout, als Jimmy zu Boden ging und das Handtuch für ihn warf. Jey erhielt eine weitere Titelchance gegen Reigns in einem „I Quit“-Match von Hell in a Cell beim gleichnamigen Event mit der zusätzlichen Bedingung, dass Jey im Falle einer Niederlage den Befehlen von Reigns Folge leisten müsste, sonst würde er aus der Familie geworfen werden. Bei der Veranstaltung verlor Jey erneut, nachdem Reigns den verletzten Jimmy angegriffen und Jey gezwungen hatte, „I Quit“ zu sagen, um seinen Bruder zu retten.
In der SmackDown-Folge vom 30. Oktober besiegte Jey Daniel Bryan und qualifizierte sich für Team SmackDown bei der Survivor Series. Nach dem Match griff Jey Bryan auf Wunsch von Reigns an, turnte also zum Heel und schloss sich Reigns an. Anschließend wurde er als „rechte Hand“ von Reigns bekannt und erhielt auch den Spitznamen „Main Event Jey Uso“. Am 21. Februar 2021 nahm Jey im Elimination Chamber am gleichnamigen Match der Veranstaltung teil, bei dem der Gewinner noch am selben Abend mit Reigns ein Universal Championship-Match gewinnen würde. Er war der letzte, der vom Sieger Daniel Bryan eliminiert wurde. In der speziellen WrestleMania-Folge von SmackDown vom 9. April gewann Jey das André the Giant Memorial Battle Royal, indem er zuletzt Shinsuke Nakamura eliminierte. Dies war Jeys erste große Single-Auszeichnung in der WWE.
Jimmy kehrte in der SmackDown-Folge vom 7. Mai von einer Verletzung zurück, war aber mit der Allianz zwischen Jey und Reigns nicht einverstanden, da er Jey „Reigns' Schlampe“ nannte und anfing, ein T-Shirt mit der Aufschrift „Nobody's Bitch“ zu tragen. In der SmackDown-Folge vom 4. Juni kamen die Usos wieder zusammen und forderten The Mysterios (Rey Mysterio und Dominik Mysterio) um den SmackDown Tag Team Championship heraus. Das Match endete jedoch mit einem kontroversen Ende, bei dem der Schiedsrichter nicht bemerkte, dass Jimmy seine Schulter während des Pins noch oben hatte. Den Usos wurde später in derselben Nacht ein Rückkampf gewährt, aber während des Rückkampfs mischte sich Reigns ein, indem er die Mysterios angriff, da er nicht wollte, dass sich die Usos erneut in Verlegenheit brachten. Nach dem Match griff Reigns Reys Sohn Dominik brutal an, wo Jimmy der Meinung war, dass Reigns zu weit ging, was auch die Spannungen zwischen Reigns und Jimmy verschärfte. Die daraus resultierende Meinungsverschiedenheit zwischen den beiden über Jeys Loyalität führte schließlich dazu, dass Jey die SmackDown-Folge vom 11. Juni vorübergehend verließ, woraufhin Reigns Jimmy dazu manipulierte, sich wegen ihrer jüngsten Meinungsverschiedenheit schuldig zu fühlen. Infolgedessen bot Jimmy in der folgenden Woche in der SmackDown-Folge vom 18. Juni Reigns während seines Hell in a Cell-Matches mit Rey Mysterio seine Hilfe an und er hob Reigns Hand nach dem Match. In der folgenden Woche versuchte Jimmy bei SmackDown Reigns zu helfen, als Edge ihn angriff und ihn durch die Barrikade spearte.
In der SmackDown-Folge vom 9. Juli kehrte Jey zurück und beide Usos festigten ihr Bündnis mit Reigns, wodurch sie beide ihre Rolle als Heel festigten und sich ordnungsgemäß als „The Bloodline“ vereinigten.
Alle sind Champions, Rivalität mit The New Day (2021–2022)
In der SmackDown-Folge vom 16. Juli – der ersten Folge, wo WWE nach ihrem „ThunderDome“-Aufenthalt in Florida während der COVID-19-Pandemie ihre Tour wieder aufgenommen hatte – trat die Bloodline in einem Six-Man-Tag-Team-Match gegen Edge und The Mysterios an, aus dem sie als Sieger hervorgingen, obwohl Edge das Trio nach dem Match angriff. Bei Money in the Bank besiegten die Usos die Mysterios in der Kickoff-Pre-Show und wurden fünfmalige SmackDown Tag Team Champions. Im Main Event besiegte Reigns Edge und behielt die Universal Championship. Beim SummerSlam besiegten die Usos erneut die Mysterios und behielten die SmackDown Tag Team Championships, und Reigns besiegte später John Cena im Main Event und behielt die Universal Championship.
Bei Extreme Rules verteidigten die Usos ihre Titel erfolgreich gegen The Street Profits (Montez Ford und Angelo Dawkins) und Reigns besiegte später „The Demon“ Finn Bálor im Main Event und behielt die Universal Championship. Bei Crown Jewel besiegten die Usos The Hurt Business (Cedric Alexander und Shelton Benjamin) in der Kickoff-Pre-Show, während Reigns seinen Titel im Main Event erfolgreich gegen Brock Lesnar verteidigte. Bei der Survivor Series verloren die Usos gegen die Raw-Tag-Team-Champions RK-Bro (Randy Orton und Riddle), während Reigns im Main Event den WWE-Champion Big E besiegte. In der SmackDown-Folge vom 17. Dezember feuerte Reigns Heyman und griff ihn an. Brock Lesnar griff daraufhin The Bloodline an und rettete Heyman. Am 1. Januar 2022 wurde Reigns wegen eines positiven COVID-19-Tests aus seinem geplanten Day-1-Match ausgeschlossen, während Brock Lesnar stattdessen zu Raws WWE-Championship-Match hinzugefügt wurde. Die Usos traten bei Day 1 an und verteidigten erfolgreich ihre Titel gegen The New Day (Kofi Kingston und Xavier Woods).

Die Bloodline bei WrestleMania 38.

Bei WrestleMania 38 verteidigten die Usos erfolgreich ihre SmackDown Tag Team Championships gegen Shinsuke Nakamura und Rick Boogs, während Reigns in der Lage war, die WWE Championship von Brock Lesnar zu gewinnen und den Titel effektiv mit der Universal-Championship zu vereinen, was ihm zum Undisputed WWE Universal Champion machte. Die Usos besiegten auch RK-Bro in der SmackDown-Folge vom 20. Mai, wurden damit Undisputed WWE-Tag-Team-Champions und machten damit alle Mitglieder der Fraktion zu Doppel-Champions.

### Sami Zayn und Solo Sikoa werden Mitglieder (2022–2023)

Sami Zayn wurde Mitte 2022 Mitglied des Stables.

Ungefähr zu dieser Zeit begann Sami Zayn, der ebenfalls in einer Rivalität mit McIntyre gestanden hatte, sich mit The Bloodline zu verbünden und wurde später Ehrenmitglied der Gruppe. Zunächst fiel es Zayn schwer, sich in die Gruppe einzugliedern, die bis zu diesem Zeitpunkt mit Ausnahme von Heyman nur aus Mitgliedern derselben Familie bestand; Aufgrund seines kindlichen Enthusiasmus und seiner offensichtlichen Hingabe an den Stammeshäuptling wurde Zayn jedoch allmählich von der Gruppe akzeptiert, insbesondere von Jimmy, mit dem Zayn eine Bindung aufgebaut hatte. Zayn begann sich selbst als „The Honorary Uce“ zu bezeichnen. In der SmackDown-Folge vom 23. September 2022 wurde Zayn von Reigns angewiesen, sein Bloodline-T-Shirt auszuziehen. Zunächst traurig, wurde Zayn dann ein T-Shirt mit der Aufschrift „Honorary Uce“ überreicht, womit seine Position als Mitglied der Bloodline offiziell wurde.
Beim SummerSlam am 30. Juli besiegten die Usos The Street Profits und behielten den Undisputed WWE Tag Team Championship, während Reigns den Undisputed WWE Universal Championship in einem Last Man Standing-Match erfolgreich gegen Brock Lesnar verteidigte.
Bei Clash at the Castle am 3. September besiegte Reigns Drew McIntyre und behielt den Undisputed WWE Universal Championship, nachdem Solo Sikoa, Reigns jüngerer Cousin und Usos jüngerer Bruder, der das neueste Mitglied der Bloodline wurde, eingegriffen hatte. In der NXT-Folge vom 13. September besiegte Sikoa Carmelo Hayes und gewann die NXT North American Championship, wodurch The Bloodline insgesamt fünf Championships gewann und damit das erste Stable war, der Titel aller drei Brands hielt. In der darauffolgenden Woche musste Sikoa jedoch die NXT North American Championship abgeben, da er bei der Fan-Abstimmung, die ursprünglich Hayes Gegner bestimmen sollte, nicht infrage kam. Bei Crown Jewel am 5. November verteidigten die Usos erfolgreich ihre Titel gegen The Brawling Brutes, während Reigns seine Titel erfolgreich gegen Logan Paul verteidigte. Drei Wochen später besiegte The Bloodline bei Survivor Series: WarGames am 26. November die Brawling Brutes, Drew McIntyre und Kevin Owens in einem WarGames-Match, wobei Zayn seinen Platz in der Gruppe, in den Augen von Jey, festigte.
Nach der Niederlage gegen Owens und den zurückkehrenden John Cena in der letzten SmackDown-Ausgabe des Jahres 2022, begann die Bloodline eine Fehde mit Owens, der später Reigns beim Royal Rumble um den Undisputed WWE Universal Championship herausfordern sollte. Unterdessen hatten die Usos, Sikoa und Zayn mehrere Wochen lang Chaos bei Raw angerichtet, was dazu führte, dass Adam Pearce den Usos befahl, die Raw-Tag-Team-Meisterschaft gegen The Judgement Day zu verteidigen, die sich die Titelchance in einem Tag-Team-Match in der Raw-Folge vom 9. Januar 2023 erkämpft haben.
Bei Raw is XXX am 23. Januar 2023 wurde Sami Zayn von Reigns vor den „Tribal Court“ gestellt, in dem Reigns Zayn beschuldigte, eine Verschwörung gegen The Bloodline zu planen und heimlich mit seinem langjährigen „Frenemy“ Kevin Owens verbündet zu sein. Paul Heyman fungierte als Staatsanwalt und zeigte mehrere Videos, die mutmaßlichen Verrat an The Bloodline zeigten. Zayn schoss dann zurück und sagte, dass er aufgrund dessen, als was er wahrgenommen wurde, keine Verteidigung habe. Empört über diese Aussage forderte Reigns Sikoa auf, ihn anzugreifen, aber Jey eilte sofort herbei, um Zayn zu beschützen, und verteidigte The Honorary Uce leidenschaftlich, was dazu führte, dass Zayn von Reigns für unschuldig erklärt wurde, wenn auch widerwillig. Der Abschnitt war ursprünglich als Romans „Danksagungszeremonie“ geplant, bei der mehrere Mitglieder der Anoa'i-Familie auftraten, aber viele von ihnen erschienen nicht, wie zum Beispiel Rikishi, der krank war, und die wilden Samoaner hatten Reiseprobleme.
Später in dieser Nacht verteidigten die Usos ihre Raw Tag Team Championship gegen The Judgement Day (vertreten durch Damian Priest und Dominik Mysterio), aber nachdem Jimmy sich mitten im Match eine Verletzung zugezogen hatte, nahm Zayn seinen Platz an der Seite von Jey ein und die beiden siegten.

### Bloodline Civil War (2023)

Die Bloodline beim Royal Rumble 2023.

Beim Royal Rumble 2023 verteidigte Reigns den Undisputed WWE Universal Championship gegen Kevin Owens. Nach dem Match gab es ein In-Ring-Segment, in dem The Bloodline Owens angriff, ihn mit Handschellen an die Seile fesselte und ihn schlug. Reigns befahl Zayn, Owens zu schlagen, doch stattdessen schlug Zayn Reigns mit dem Stuhl und turnte zum ersten Mal seit 2017 zum Face. Anschließend schlug die Gruppe Zayn nieder. Unterdessen sah Jey angewidert zu und verließ den Tatort. Jimmy erschien in der Elimination Chamber und versuchte, Reigns bei seiner Titelverteidigung gegen Zayn zu unterstützen, während Jey den Ring betrat und Reigns daran hinderte, Zayn mit einem Stahlstuhl anzugreifen, nachdem der Schiedsrichter bewusstlos geschlagen worden war. Kurz darauf stand Zayn auf und versuchte, Reigns zu spearen, traf dabei aber unabsichtlich Jey. Am Ende behielt Reigns seinen Titel.
In der Raw-Folge vom 6. März tauchte Jey während Jimmys Match gegen Zayn, das Jimmy verlor, aus der Menge auf. Nach dem Match schien Jey Zayn zu umarmen, bevor er ihm einen Superkick verpasste, was Jeys Loyalität gegenüber The Bloodline signalisierte. Die Usos und Sikoa griffen Zayn an, bevor Cody Rhodes sofort loseilte, um ihn zu retten. In der ersten Nacht von WrestleMania 39 verloren die Usos die Undisputed WWE Tag Team Championships an Owens und Zayn. In Nacht 2 von WrestleMania 39 behielt Reigns nach Einmischung von Sikoa den Undisputed WWE Universal Championship gegen Rhodes.
In der Raw-Folge vom 17. April gab Heyman bekannt, dass Reigns eine vorübergehende Allianz zwischen The Bloodline und The Judgement Day geschlossen habe. Nach Heymans Ankündigung besiegte Sikoa Rey Mysterio von der Latino World Order in einem Einzelmatch. Später in dieser Nacht gerieten The Judgement Day und The Bloodline in eine Schlägerei mit Matt Riddle, Owens, Zayn und der Latino World Order. Am ersten Abend des WWE Draft 2023 in der SmackDown-Folge vom 28. April wurden Reigns und Sikoa (mit Heyman) als Nummer eins zu SmackDown gedraftet. Später am Abend gelang es den Usos in ihrem Rückkampf gegen Owens und Zayn nicht, den Undisputed WWE Tag Team Championship zu gewinnen. Bei Backlash besiegten die Usos und Sikoa Riddle, Owens und Zayn in einem Six-Man-Tag-Team-Match. Allerdings nahmen die Spannungen innerhalb der Gruppe während des Matches weiter zu und eskalierten, als Sikoa Jey beinahe mit dem Samoan Spike getroffen hätte.
In der SmackDown-Folge vom 26. Mai moderierten Owens und Zayn die KO Show mit Reigns und Sikoa als Gästen, aber The Usos traten gegen Reigns Willen auf. Als Jimmy sich selbst zum „Stammeshäuptling“ erklärte, nachdem er als Laufbursche von Reigns beleidigt worden war, betrat Reigns die Arena und stellte Jimmy zur Rede, bevor er Owens und Zayn zur Rede stellte. Nachdem The Bloodline die beiden verprügelt hatte, weigerte sich Jimmy, die Titel an Reigns zu übergeben, bevor sie von Jey übernommen wurden, was weitere Zwietracht in The Bloodline säte. Beim Night of Champions-Event in Saudi-Arabien am 27. Mai mischten sich die Usos in das Undisputed WWE Tag Team Championship-Match zwischen Reigns und Sikoa gegen Owens und Zayn ein. Während des Matches, nachdem er versehentlich Sikoa angegriffen hatte, verriet Jimmy Reigns, nachdem dieser sowohl ihn als auch Jey respektlos behandelt hatte. Trotz Jeys Widerwillen gaben die Usos Reigns auf und gingen weg, was dazu führte, dass Owens und Zayn die Titel behielten. In der folgenden SmackDown-Folge, während der Feier von Reigns, der 1.000 Tage als Universal Champion feierte, wandte sich Sikoa gegen die Usos, indem er Jimmy angriff und sich auf die Seite von Reigns stellte, der Jimmy offiziell aus der Gruppe verbannte. In der darauffolgenden Woche verlangte Heyman von Jey, dass er seine Loyalität gegenüber Reigns bekräftigen müsse, und arrangierte ein WWE-United-States-Championship-Match gegen Austin Theory, um ihn anzulocken, doch Jimmy kostete ihn versehentlich das Match. In der SmackDown-Folge vom 16. Juni beschloss Jey, sich auf die Seite von Jimmy zu stellen und verließ The Bloodline, indem er Reigns einen Superkick verpasste und Jimmy dabei half, Sikoa abzuwehren, wodurch die Verbindung der Usos mit Reigns beendet wurde. Dies führte dazu, dass für Money in the Bank ein Match namens „Bloodline Civil War“ angekündigt wurde, bei dem Reigns und Sikoa gegen die Usos antraten. Die Usos gewannen das Match, wobei Jey Reigns seine erste direkte Pinfall-Niederlage seit Dezember 2019 bei TLC: Tables, Ladders & Chairs bescherte.
Bei SummerSlam schien sich Jimmy gegen Jey gewandt zu haben, indem er ihn aus dem Ring zog, während er versuchte, Reigns zu pinnen, und ihm einen Superkick verpasste, wodurch Reigns Jey besiegen konnte. In der SmackDown-Folge vom 11. August erklärte er jedoch, der Grund für sein Vorgehen sei die Angst gewesen, dass die Macht ihn korrumpiert hätte, wenn Jey der neue Stammeshäuptling geworden wäre. Jey reagierte mit einem Superkick gegen Reigns, Sikoa und schließlich Jimmy. Danach erklärte er, dass er die WWE verlassen würde. Ein paar Wochen später kehrte Jimmy in der SmackDown-Folge vom 1. September mit einem neuen Theme-Song zurück, während Jey am nächsten Abend bei Payback mit der Remix-Version seines früheren Eingangsthemas zu Raw wechselte.

### The Rock wird Mitglied und Fehde mit Cody Rhodes (2023–2024)
Nach der Trennung der Usos kehrte Jimmy Uso zum Stable zurück. Bei Fastlane verloren Jimmy und Sikoa am 7. Oktober in einem Tag-Team-Match gegen John Cena und LA Knight, der AJ Styles einen Monat zuvor ersetzt hatte. In der Raw-Folge vom 16. Oktober griff Jimmy Jey an und half The Judgement Day (Finn Bálor und Damian Priest), den Undisputed WWE Tag Team Championship von Jey und Cody Rhodes zu gewinnen. Bei Crown Jewel im November 2023 besiegte Reigns LA Knight und behielt nach Einmischung von The Bloodline den Undisputed WWE Universal Championship, während Sikoa Cena mit 9 Samoan Spikes besiegte. In der folgenden Folge von SmackDown erklärte Knight, dass er mit The Bloodline erst fertig sei, als er Reigns um den Titel besiegte. Später im selben Monat kehrte Orton dann zu Survivor Series: WarGames zurück und unterschrieb in der SmackDown-Folge vom 1. Dezember bei der Brand SmackDown. Orton wurde bei einem Angriff von der Bloodline im Mai 2022 verletzt, weswegen er Rache schwor.

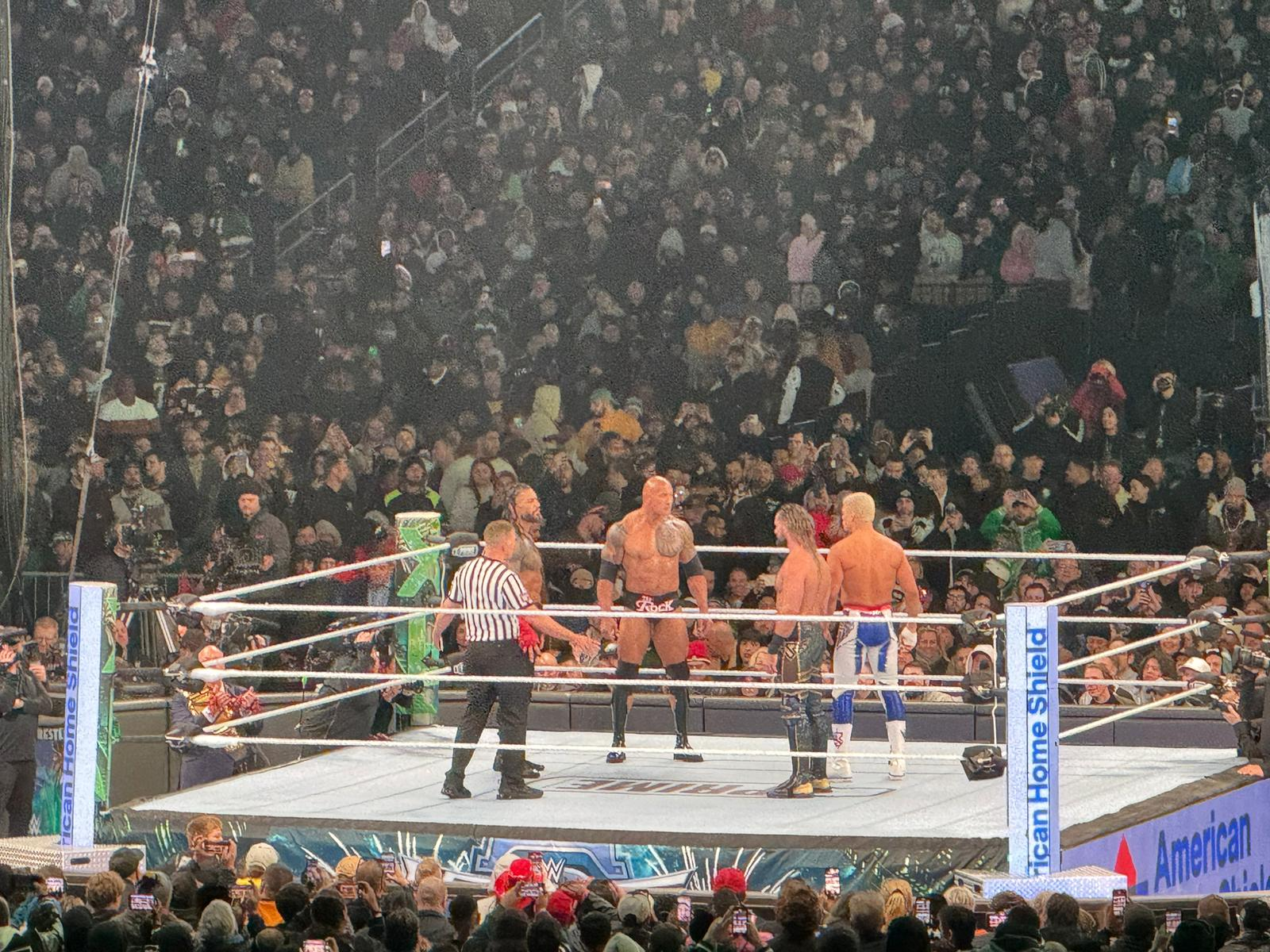
The Rock & Roman Reigns Vs. Cody Rhodes & Seth Rollins bei WrestleMania XL.

In der SmackDown-Folge vom 15. Dezember ernannte Reigns Sikoa zum „Stammeserben“ der Bloodline, während Styles zurückkehrte und Knight und Orton dabei half, die Bloodline abzuwehren, bevor er Knight angriff. In der folgenden Woche erklärte Styles, dass er Knight angegriffen habe, weil er seinen Platz in einem Tag-Team-Match bei Fastlane eingenommen habe. Nachdem Orton unterbrochen hatte und sagte, dass er auch ein Titelmatch gegen Reigns wollte, kündigte SmackDown-General Manager Nick Aldis an, dass Orton, Styles und Knight in einem Triple-Threat-Match bei SmackDown: New Year's Revolution gegeneinander antreten würden, bei dem der Sieger gegen Reigns beim Royal Rumble um den Titel antreten würde. Während des Matches mischte sich The Bloodline ein und erzwang, dass das Match für nicht bestritten erklärt wurde. Danach entschied Nick Aldis, dass AJ Styles, LA Knight und Randy Orton in einem Fatal 4-Way Match beim Royal Rumble um Reigns‘ Titel kämpfen würden. Bei der gleichnamigen Veranstaltung behielt Reigns den Titel. Nachdem Cody Rhodes den Royal Rumble 2024 gewonnen hatte, fand am 8. Februar ein WrestleMania XL Kickoff-Medienevent statt, an dem auch The Rock teilnahm. Rhodes forderte Reigns um den Titel bei WrestleMania XL heraus. Zwei Wochen später trat The Rock offiziell der Bloodline bei und turnte damit zum ersten Mal seit 2003 wieder zum Heel. Bei WrestleMania XL Night 1 gewannen Reigns und The Rock ein Tag-Team-Match gegen Cody Rhodes und Seth „Freakin“ Rollins, mit der Bedingung, dass The Bloodline im Falle eines Sieges von Rhodes und Rollins vom Ring für das Match von Rhodes und Reigns ausgeschlossen würde; Wenn Reigns und The Rock jedoch gewinnen würden, würde das Match nach den Bloodline-Regeln stattfinden. Bei WrestleMania XL Night 2 verlor Reigns den Titel an Rhodes und beendete damit seine dreieinhalbjährige Herrschaft als Champion.

## Führung von Solo Sikoa (seit April 2024)

### Tama Tonga, Tonga Loa und Jacob Fatu werden Mitglieder (2024)
Nach dem Verlust des Titels nahmen sich Reigns und Rock eine Auszeit vom Fernsehen und Sikoa, der Vollstrecker der Gruppe unter Reigns, wurde als de facto Anführer des Stables bezeichnet. Die Formation änderte sich, als Jimmy aus der Gruppe geworfen wurde und Tama Tonga und Tonga Loa in das Stable aufgenommen wurden. Die Gruppe erneuerte dann ihre Rivalität mit Kevin Owens und Randy Orton, in der die Bloodline aus einem Tag-Team-Street Fight bei Backlash France als Sieger hervorging.
In der Nacht vor Clash at the Castle: Scotland hat Solo Sikoa Tama Tonga und Tonga Loa offiziell in die Gruppe aufgenommen und ihnen die Spitznamen „The Right Hand Man“ (früher von Jey Uso verwendet) und „The Infamous“ gegeben. Bei der Veranstaltung am nächsten Tag griff The Bloodline Rhodes nach seiner Titelverteidigung gegen AJ Styles an und entfachte damit ihre Fehde neu. In der folgenden Folge von SmackDown am 21. Juni gab Jacob Fatu, der im April 2024 bei WWE unterschrieben hatte, sein Debüt und trat dem Stable bei, als er Kevin Owens, Randy Orton und Rhodes angriff. In den folgenden Wochen wurden sowohl Heyman als auch Reigns aus der Gruppe entfernt und Sikoa wurde zum Anführer des Stables ernannt und übernahm den Titel des Stammeshäuptlings. Bei Money in the Bank ging The Bloodline in einem Six-Man-Tag-Team-Match gegen Rhodes, Orton und Owens als Sieger hervor, wobei Sikoa Rhodes pinnte. Aufgrund von Sikoas Führung von The Bloodline wurde die Gruppe von Kritikern und Fans spöttisch „Temu Bloodline“ genannt.
Im Main Event der SmackDown-Folge vom 2. August, am Abend vor SummerSlam, besiegten Fatu und Tama Tonga DIY (Johnny Gargano und Tommaso Ciampa) und gewannen die WWE Tag Team Championship. In der SmackDown-Folge vom 23. August ließ Sikoa Fatu seinen Anteil am Titel an Loa abtreten, damit Fatu Sikoas persönlicher Vollstrecker sein konnte. Während der NXT-Folge vom 10. September besiegte Fatu, Tonga und Loa (in seinem ersten NXT-Auftritt seit 2014) The Street Profits und die amtierenden NXT Tag Team Champions Axiom und Nathan Frazer.

### Bloodline Civil War II (2024–2025)
Beim SummerSlam verlor Sikoa gegen Rhodes in einem Bloodline Rules-Match um den Undisputed WWE Championship, nachdem der zurückkehrende Roman Reigns eingegriffen hatte. In der SmackDown-Folge vom 13. September gelang es Sikoa erneut nicht, den Titel von Rhodes in einem Steel-Cage-Match zu gewinnen. Danach stimmte Reigns zu, mit Rhodes zusammenzuarbeiten, um in einem Tag-Team-Match bei Bad Blood gegen Sikoa und Fatu anzutreten. Im Main Event von Bad Blood besiegten Roman Reigns und Cody Rhodes Solo Sikoa und Jacob Fatu. Bei der Veranstaltung kehrten auch Jimmy Uso und The Rock während des Main Events zurück.
Im Herbst begann Roman Reigns wieder die alte Bloodline zu versammeln: Jimmy Uso, gefolgt von Jey Uso und schließlich seit Crown Juwel auch mit Sami Zayn. 
Bei der Survivor Series 2024 kam es zu einem Wargames-Match zwischen den beiden Bloodlines, wobei CM Punk Roman Reigns Team unterstützte und Bronson Reed die Bloodline von Solo Sikoa. Reigns konnte mit seiner Bloodline das Match für sich entscheiden. 
Die endgültige Entscheidung im Civil War folgte bei der Netflix-Premiere von Raw am 6. Jänner, als Reigns gegen Sikoa um die Ulafala kämpften. Auch dieses Match konnte Reigns für sich entscheiden. 

## Mitglieder

### The Bloodline unter Roman Reigns (2021–April 2024)
Roman Reigns, Jey Uso, Jimmy Uso, Paul Heyman (Manager), Sami Zayn, Solo Sikoa, The Rock

### The Bloodline unter Solo Sikoa (April 2024–heute)
Solo Sikoa, Tama Tonga, Tonga Loa

## Championships & Erfolge
- CBS Sports
  - Feud of the Year (2020) – Roman Reigns vs. Jey Uso
- ESPN
  - Best Storyline of the Year (2022) – The Bloodline and Sami Zayn
  - Best Storyline of the Year (2023) – The Bloodline 2.0
- New York Post
  - Storyline of the Year (2022) – The Bloodline and Sami Zayn
  - Storyline of the year (2023)
- Pro Wrestling Illustrated
  - Faction of the Year (2022)
  - Singles wrestlers
    - Ranked Reigns No. 1 of the top 500 singles wrestlers in the PWI 500 in 2022
    - Ranked Jey Uso No. 45 of the top 500 singles wrestlers in the PWI 500 in 2021
    - Ranked Jimmy Uso No. 147 of the top 500 singles wrestlers in the PWI 500 in 2022
    - Ranked Sikoa No. 38 of the top 500 singles wrestlers in the PWI 500 in 2023

  - Tag teams
    - Ranked The Usos No. 1 of the top 50 Tag Teams in the PWI Tag Team 100 in 2022
- Sports Illustrated
  - Wrestler of the Year (2021) – Roman Reigns
- Wrestling Observer Newsletter
  - Best Box Office Draw (2022, 2023) – Roman Reigns
  - Best Gimmick – Roman Reigns (2021) and Sami Zayn (2022)
  - Best Non-Wrestler (2021, 2022) – Paul Heyman
  - Feud of the Year (2023) – against Kevin Owens and Sami Zayn
- WWE
  - WWE Championship (1-mal) – Roman Reigns
  - WWE Universal Championship (1-mal) – Roman Reigns
  - WWE United States Championship (2-mal) – Jacob Fatu (1), Solo Sikoa (1)
  - World Tag Team Championship (1-mal) – The Usos (1)
  - WWE Tag Team Championship (2-mal) – The Usos (1), Jacob Fatu, Tonga Loa und Tama Tonga (1)
  - NXT North American Championship (1-mal) – Solo Sikoa
  - André the Giant Memorial Battle Royal (2021) – Jey Uso
  - WWE Hall of Fame (Class of 2024) – Paul Heyman